# Armee der Finsternis
Armee der Finsternis ist der dritte Teil der Tanz-der-Teufel-Trilogie (engl. The Evil Dead) von Sam Raimi. Auch hier spielt Bruce Campbell die Hauptfigur Ash. Im Gegensatz zu den Vorgängern ist dieser Teil wesentlich humorvoller und weniger gewalttätig. Die Kosten des Filmes betrugen elf Millionen Dollar, Tanz der Teufel hatte ein Budget von 350.000 Dollar und Tanz der Teufel 2 ein Budget von 3,5 Millionen Dollar. In Deutschland startete der Film am 22. April 1993 in den Kinos.

## Handlung
Rückblende: Der Protagonist Ash, Haushaltswarenverkäufer bei S-Mart, findet das Necronomicon, ein unheiliges Buch voller Beschwörungen. Im Kampf gegen die bösen Mächte, die durch das Buch geweckt wurden, verliert er seine Freundin Linda und seine rechte Hand. Schließlich werden er, seine Waffen und sein Auto durch einen Zeittunnel ins Mittelalter transportiert.
Ash gerät in einen Kampf zwischen den rivalisierenden Fürsten Arthur und Henry dem Roten. Als vermeintlicher Anhänger Henrys wird Ash gemeinsam mit diesem von Arthur gefangen genommen und in dessen Burg gebracht. Ash wird in eine Grube voller Dämonen geworfen und besiegt diese im Kampf. Nun wird er von Arthurs Leuten als Held verehrt und erlaubt Henry dem Roten zu fliehen. Ash beginnt eine Affäre mit dem Mädchen Sheila. Ein Gelehrter, Arthurs Berater, erkennt in Ash den Auserwählten, der sie von der Bedrohung der Dämonen, die das Land verheeren, befreien wird. Dazu soll dieser das Necronomicon finden, im Gegenzug werde er vom Gelehrten in die eigene Zeit zurückgeschickt werden.
Auf der Suche nach dem Buch wird Ash in einem Wald von einer bösen Macht attackiert und flüchtet sich in eine Windmühle. Dort wird er von einer bösen Kopie seiner selbst angegriffen, die er jedoch tötet, zerstückelt und begräbt. Ash findet das Necronomicon auf einem Friedhof, spricht jedoch die Zauberformel, die ihm vom Gelehrten beigebracht wurde, falsch aus, wodurch er unabsichtlich die untote Armee der Finsternis beschwört. Ash bringt das Buch zurück zu Arthur und entschließt sich, nachdem ein fliegender Dämon Sheila entführt hat, zusammen mit Arthur den Kampf gegen die Untoten aufzunehmen.
Gemeinsam mit der Armee der Finsternis ist auch der böse Ash aus der Windmühle wieder auferstanden und übernimmt deren Führung. Er belagert mit der Armee aus Untoten Arthurs Burg, um in den Besitz des Necronomicons zu gelangen. Mithilfe moderner Wissenschaft, die Ash aus der Gegenwart mitgebracht hat, sowie der Unterstützung von Henry dem Roten werden die Armee der Finsternis und der böse Ash besiegt und Sheila gerettet. Ash will wieder in seine eigene Zeit zurückkehren.
Im Epilog befindet sich Ash wieder im S-Mart der Gegenwart, wo er einem Kollegen von seinem Abenteuer erzählt. Anscheinend hat er die Zauberformel wieder falsch ausgesprochen, da er sich des Angriffs einer Hexe erwehren muss. Ash siegt im Kampf und küsst eine Kollegin.

### Alternatives Filmende
In der ursprünglichen Version des Endes trinkt Ash zu viel vom Zaubertrank und landet ein Jahrhundert zu weit in der Zukunft, wo er dann feststellen muss, dass sich seine Welt inzwischen durch Kriege selbst vernichtet hat. Da Universal eine weniger düstere Version bevorzugte, wurde dieses Ende für die Kinoauswertung durch das S-Mart-Ende ersetzt. Der Director’s Cut hingegen endet mit diesem Untergangsszenario.

## Schnittfassungen
Es existieren viele verschiedene Fassungen des Films:
US-KinofassungLäuft rund 80 Minuten und wurde von der MPAA mit einem R-Rating versehen.
Europäische KinofassungLäuft ungefähr 5 Minuten länger als die US-Fassung und wurde von der FSK ab 16 Jahren freigegeben. Im Vergleich zur US-Kinofassung wurde nicht nur Material hinzugefügt, sondern in geringerem Ausmaß auch Szenen entfernt.
Europäischer Director’s CutLaufzeit rund 96 Minuten, von der MPAA nicht geprüft, von der FSK ebenfalls ab 16 Jahren freigegeben. Im Director’s Cut wurde nochmals zusätzliches Material hinzugefügt, aber wieder auch Szenen entfernt. Insbesondere wurde das Ende aus den beiden Kinofassungen durch das oben beschriebene ursprünglich vorgesehene Ende ersetzt. Diese Fassung wurde nie vollständig deutsch synchronisiert.
Amerikanischer Director’s CutIn der amerikanischen Variante des Director’s Cuts fehlen im Vergleich zum europäischen Director’s Cut einige Sekunden. Das betrifft hauptsächlich eine Szene, in der die entführte Sheila entkleidet wird.
US-FernsehfassungFür das amerikanische Fernsehen wurde außerdem noch eine Fassung angefertigt, die im Vergleich zur US-Kinofassung um einige gewalthaltige Szenen gekürzt ist und einige neu eingesprochene Dialoge ohne die ursprünglichen Schimpfwörter enthält. Damit der Film dennoch nicht zu kurz geriet, wurden einige Szenen aus dem Director’s Cut und zwei Sequenzen, die sonst nur auf der New Remastered Special Limited Edition enthalten sind, eingefügt, um die Laufzeit zu verlängern.
Diese Edition mit einer Laufzeit von über 100 Minuten erschien neben den genannten Hauptversionen Ende der 1990er Jahre von Screenpower auf Videokassette. Bei ihr wurde der Anfang der obigen drei Fassungen durch einen alternativen ersetzt, der von einem Prolog Ashs eingeleitet wird und mehr auf den Vorgängerfilm Tanz der Teufel 2 Bezug nimmt, und zusätzlich drei mehrminütige Abschnitte im Vergleich zum Director’s Cut eingefügt. Dieser Anfang war aber, wie das ursprüngliche Ende, zu düster und passte nicht zur humoristischen Grundstimmung des restlichen Films. Er wurde daher in den Kinofassungen und im Director’s Cut ersetzt. Der alternative Anfang wie auch die zusätzlichen Szenen der Screenpower-Fassung sind bei diversen anderen Veröffentlichungen als „Deleted Scenes“ enthalten.
Die in Deutschland von Laser Paradise auf DVD veröffentlichte Red Edition enthält keinerlei neues Material, sondern nur den Director’s Cut, der allerdings wahlweise auch mit dem Ende der Kinofassungen angesehen werden kann. Die Szenen, die der Director’s Cut im Vergleich zur europäischen Kinofassung zusätzlich enthält, weisen eine schlechte Bildqualität auf und sind nur in englischer Sprache mit deutschen Untertiteln verfügbar.
Die New Remastered Special Limited Edition und die Red Edition wurden beide nicht von der FSK geprüft.

## Synchronisation
Die deutschsprachige Synchronisation entstand nach einem Dialogbuch und der Dialogregie von Ronald Nitschke, der auch selbst die Hauptrolle des Ash Williams übernahm.
| Rolle                          | Schauspieler          | Synchronsprecher  |
| ------------------------------ | --------------------- | ----------------- |
| Ashley J. Williams / Böser Ash | Bruce Campbell        | Ronald Nitschke   |
| Lord Arthur                    | Marcus Gilbert        | Torsten Michaelis |
| Henry der Rote                 | Richard Grove         | Wolfgang Kühne    |
| Sheila                         | Embeth Davidtz        | Ute Brankatsch    |
| Sheila als besessene Hexe      | Patricia Tallman      | Luise Lunow       |
| Weiser Mann                    | Ian Abercrombie       | Gerry Wolff       |
| Goldzahn                       | Michael Earl Reid     | Frank-Otto Schenk |
| Schmied                        | Timothy Patrick Quill | Tilo Schmitz      |
| ängstlicher Krieger            | Ted Raimi             | Matthias Klages   |
| Anthony                        | Ted Raimi             | Norbert Gescher   |
| untoter General                | Bill Moseley          | Matthias Klages   |
| Skelettkrieger                 |                       | u. a. Bodo Wolf   |

## Kritiken
Armee der Finsternis bewerteten auf Rotten Tomatoes über 100.000 Nutzer zu durchschnittlich 87 % positiv. 50 hauptberufliche Filmkritiker werteten den Film zu 74 % positiv. Der Konsens laut Rotten Tomatoes: „Armee der Finsternis ist ein verrücktes Abenteuer, das sich dank Bruce Campbells durchgeknalltem Charme und Sam Raimis akrobatischer Regie zu wagen lohnt, obwohl ein absichtlicher Mangel an Schocks den Film zu einem widersprüchlichen Ende des Evil Dead-Franchise macht.“
Das Lexikon des internationalen Films meinte, der Film sei „mit bemerkenswerter Tricktechnik gedreht“ und finde „zwar keine Distanz zu seinem paranoiden Helden“, doch er steigere sich „durch die comic-artige Inszenierung fast zu einer surrealen Komödie voll von makabrem Humor“.
Das Fazit von Cinema: „Überdrehter, surrealer Fantasy-Monsterspuk.“

## Auszeichnungen
Sitges Festival Internacional de Cinema Fantàstic de Catalunya 1992
- Nominierung in der Kategorie Bester Film für Sam Raimi

Brussels International Fantastic Film Festival 1993
- Goldener Rabe für Sam Raimi

Fantasporto 1993
- Kritikerpreis für Sam Raimi
- Nominierung für den International Fantasy Film Award in der Kategorie Bester Film für Sam Raimi

Saturn Award 1994
- Saturn Award für den besten Horrorfilm
- Nominierung für den Saturn Award für das beste Make-up

## Sonstiges
- Ursprünglicher Arbeitstitel des Horrorfilms war The Medieval Dead, bis sich Regisseur Sam Raimi und sein Team für den Namen Army of Darkness entschieden. Der englische Originaltitel Army of Darkness geht auf einen Vorschlag von Filmproduzent Irvin Shapiro (1906–1989) zurück, der väterliche Mentor von Raimi und seinen Mitstreitern, der sich darauf verstand, den ersten Teil von Tanz der Teufel international zu vermarkten.[11] Im Abspann gedenkt der Horrorfilm dem drei Jahre zuvor verstorbenen Irvin Shapiro.
- Die Zauberformel „Klaatu Verata Nektu“ erinnert stark an den Satz „Klaatu barada nikto“, welcher im Film Der Tag, an dem die Erde stillstand benutzt wird. In jeweiliger Verwendung soll diese magische Phrase die Erde vor dem Untergang bewahren.
- Es erschien auch ein Computerspiel, das an die Story von Armee der Finsternis anknüpft (siehe Tanz der Teufel#Weitere popkulturelle Referenzen).
- Die „Little goody Two Shoes“-Szene, in der Ash erstmals gegen seinen bösen Doppelgänger kämpft, wurde später in einer Folge von Hercules, ebenfalls eine Sam-Raimi-Produktion, parodiert. Der dortige Charakter Autolycus, welcher ebenfalls von Bruce Campbell gespielt wird, kämpft in ähnlicher Weise gegen sein früheres Ich. Die Dialoge und Choreographien wurden dabei fast identisch übernommen.
- In der Szene, in der sich Ash zusammen mit den Rittern der Burg auf den großen Kampf gegen die Armee der Finsternis vorbereitet, öffnet Ash den Kofferraum seines Autos, worin man neben zwei Fachbüchern über Chemie und Ingenieurwesen eine Ausgabe des amerikanischen Horrorfilmmagazins Fangoria liegen sieht. In den USA ist das Fangoria-Magazin eine viel gelesene Filmzeitschrift über die Genres Horror und Fantasy. Ein in einer Ausgabe von Fangoria abgedrucktes Interview mit Regisseur Sam Raimi inspirierte einst Eli Roth als Heranwachsender dazu, sich selbst als Horrorfilm-Regisseur profilieren zu wollen.[12]
- Es erschien auch ein Echtzeit-Strategiespiel für das iPhone und Android-Geräte in dem Setting von Armee der Finsternis.
- Die Serie Ash vs Evil Dead als „Amazon Originals“ der Amazon Studios spielt 30 Jahre nach Armee der Finsternis und knüpft an das Handlungsgeschehen der Tanz-der-Teufel-Trilogie an. Die Serie ist ebenfalls mit Bruce Campbell in der Hauptrolle besetzt.